# Konevec
Konevec (in russo Коневец, precedentemente Коневиц, Konevic; in finlandese Konevitsa o Kononsaari) è un'isola russa situata nel lago Ladoga, 170 km a nord di San Pietroburgo. Amministrativamente fa parte del Priozerskij rajon dell'oblast' di Leningrado, nel Circondario federale nordoccidentale.
Nella parte sud-ovest dell'isola si trova il monastero ortodosso Konevskij (Коневский Рождество-Богородичный монастырь, Konevskij Roždestvo-Bogorodičnyj monastyrʾ).

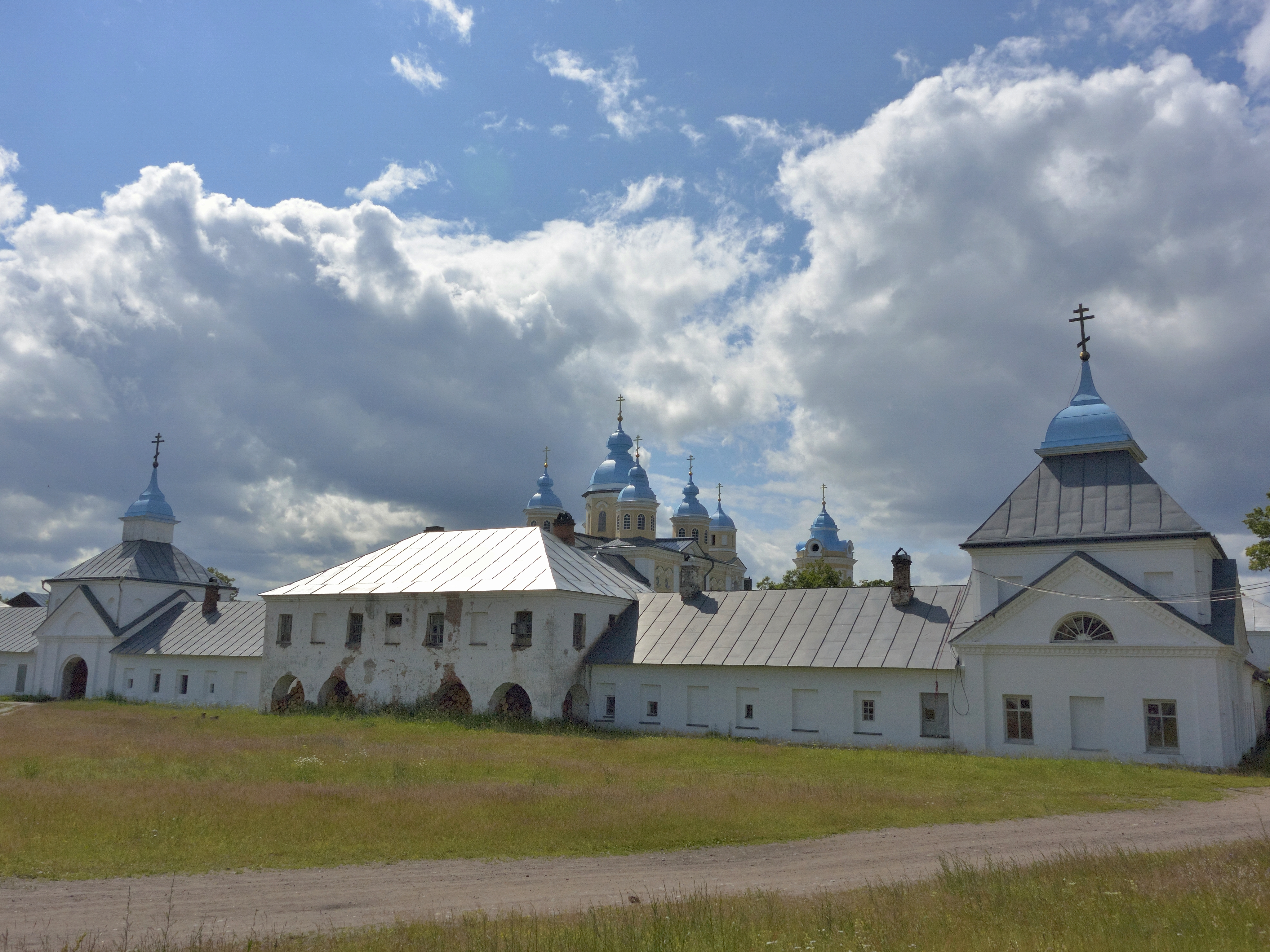
Il monastero Konevskij

## Geografia

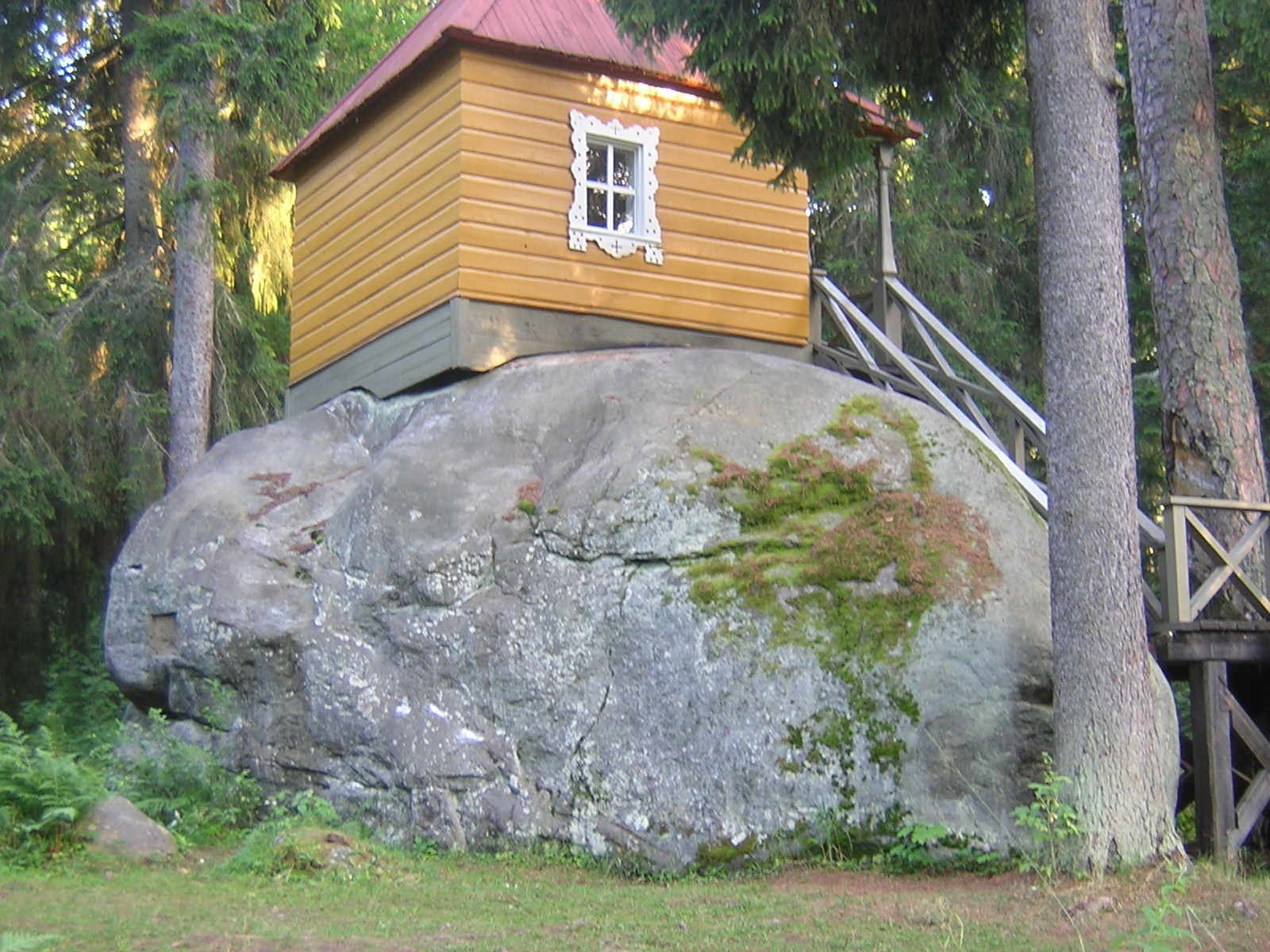
Il Kon'-Kamen'

Konevec si trova nella parte occidentale del lago Ladoga, separata dalla riva dallo stretto Koneveckij (Коневецкий пролив, Koneveckij proliv). È situata di fronte alla baia di Vladimir (Владимирский бухта, Vladimirskij buchta) da cui dista circa 7 km. Dista inoltre circa 30 km da Priozersk, il centro del rajon, e 60 km dall'arcipelago di Valaam, situato nella parte settentrionale del lago. L'isola, lunga 8 km per 4 di larghezza, ha una superficie di circa 8,5 km².
Lungo il lato sud-est dell'isola ci sono grossi scogli e isolotti granitici, il maggiore è l'isolotto Kamennyj (остров Каменный, ostrov Kamennyj), all'estremità meridionale. A sud-ovest si allunga per un chilometro una striscia di terra e sabbia (коса Стрелка, kosa Strelka). Il punto più alto dell'isola è una collina di 34,3 m, detta monte Svjataja (гора Святая, gora Svjataja). Ci sono massi di granito, a volte di dimensioni considerevoli, sparsi in tutta l'isola, il più grande è il Kon'-Kamen' (Конь-Камень) di 750 tonnellate.